# متغاير العائل

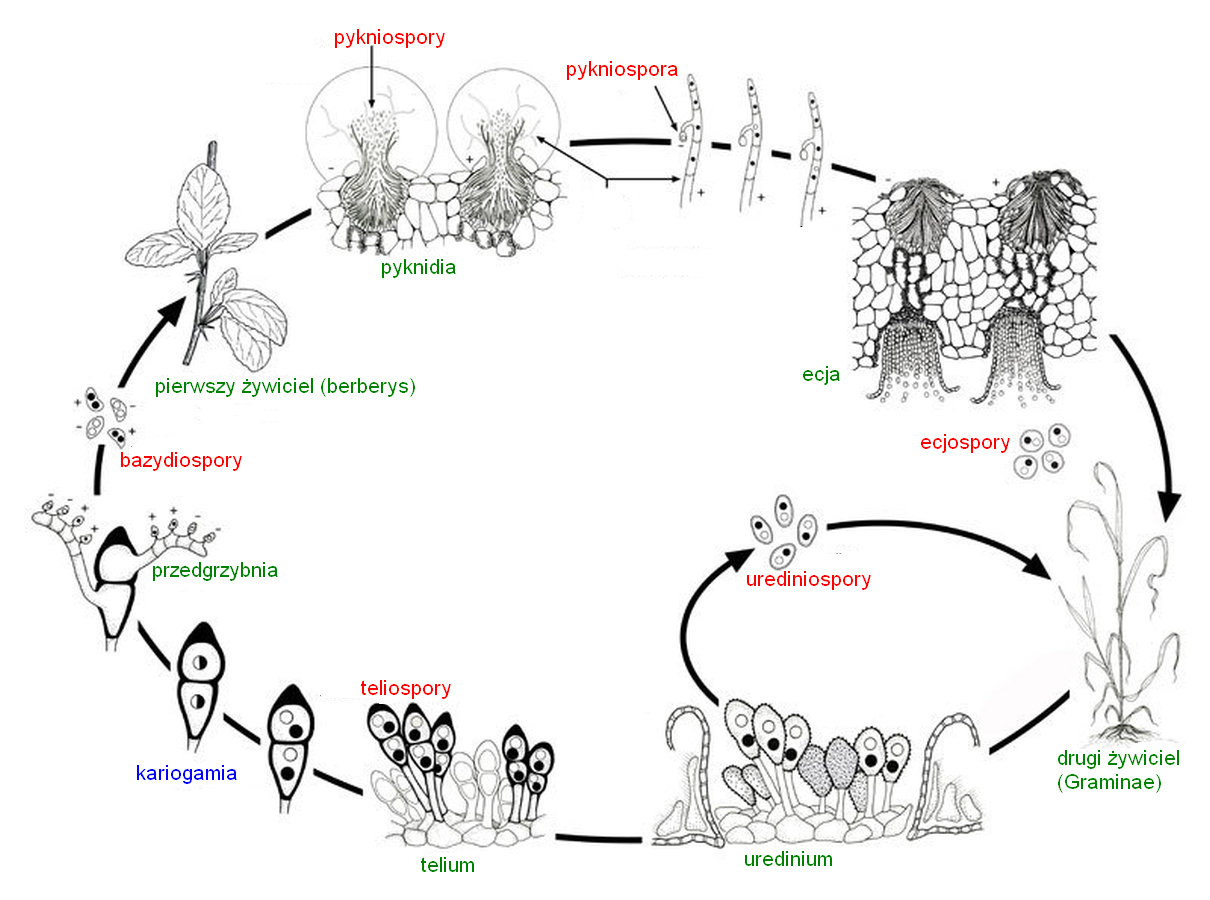

متغاير العائل أو متغاير الثوي أو متباين العوائل في بيولوجيا التكاثر هو تناوب أجيال نوع بين التوالد البكري وبين التوالد الجنسي.
هذا النوع من التكاثر يحدث على سبيل المثال في بعض أنواع المن.